# Haemagogus boshelli
Haemagogus boshelli är en tvåvingeart som beskrevs av Osorno-mesa 1944. Haemagogus boshelli ingår i släktet Haemagogus och familjen stickmyggor. Inga underarter finns listade i Catalogue of Life.